# 윌리엄 브릿지

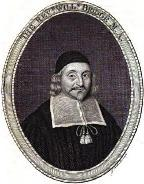
윌리엄 브릿지

윌리엄 브릿지 ( William Bridge; 1600년- 1670년) 영국의 청교도 목회자이다. 케임브리지셔주 출생으로 1619년에 임마누엘 칼리지 (케임브리지 대학교)에 입학하여 1623년에 학위를 받았고, 1626년에 석사학위를 받았다. 케임브리지에서 존 로저스의 영향을 받았다. 국교도 목사로 임직하였으나, 청교도의 가르침을 전수 받아, 독립파 목회자로 안수를 다시 받았다. 웨스트민스터 총회에 파견되어 활동하였고, 독립파로 남았다.
뛰어난 설교자로 훌륭한 작품을 써서 많은 영향을 끼쳤다.

## 저서
- The Works of William Bridge
- The Sinfulness of Sinne (London, 1667)